# Глєбов Андрій Савич
Глє́бов Андрі́й Са́вич (* 1770 — † 12 вересня 1854) — уродженець Чернігівщини, генерал-майор Російської імператорської армії.

## Біографія
З Чернігівських дворян. Народився в 1770 році на батьківському хуторі під Борзною.
Пройшов шлях від рядового до генерал-майора, потом і кров'ю заслуживши офіцерські погони, два ордени Святого Георгія, золоту шпагу «За хоробрість». За двадцять п'ять років служби Андрій Савич брав участь більш ніж у двадцяти великих боях, був десять разів поранений, неодноразово контужений. В обер-офіцерський чин був проведений Суворовим. Воював під початком Кутузова, Багратіона, Раєвського.
У військовій службі з 1791 року рядовим Ліфляндська єгерського корпусу. Учасник польських кампаній 1792 і 1794 років. За відзнаку в битві при Нові (Італійський 1799-го року похід Суворова) за поданням Багратіона був проведений Суворовим в чин поручика. Під час Швейцарського походу 1799 року був тричі поранений і потрапив у полон. У 1801 році повернувся з полону в свій полк, перейменований у 6-й єгерський.
Проявив себе в боях з французами, за що був нагороджений 12 квітня 1806 року орденом Святого Георгія 4-го класу:

| «в нагороду за відмінні мужність і хоробрість, проявлених під час боїв проти французьких військ, коли 24 жовтня з одною ротою від Шренберга до місця бою в дефілеях прикривав кавалерію і під час справи вражав ворога багнетами, 30 числа при Кремсі під час відбиття ворожої кавалерії, яка з великим прагненням скакала в атаку, кидаючись в багнети, відбив ворожу гармату і 4 листопада при Шенграбені безстрашністю своєю заохочував підлеглих до сильного ураження противника». |
Брав активну участь у російсько-турецькій війні 1806—1812 років, в якій був неодноразово поранений і відзначався нагородами. 5 травня 1810 року призначений командиром 6-го єгерського полку. У полковники проведений 12 липня 1810 року.
У 1812 році 6-й єгерський полк, яким командував Глєбов, входив до складу 3-ї бригади 12-ї піхотної дивізії 7-го піхотного корпусу Раєвського 2-й Західної армії. Брав участь у боях при Дашківці і Салтанівкці. 24 серпня, під час оборони Шевардинского редуту, командував трьома єгерськими полками, а у день Бородінської битви, 26 серпня, зі своїм полком обороняв підступи до «батареї Раєвського», «борючись з відчайдушною хоробрістю і завзяттям», за що 21 листопада 1812 був року був проведений у генерал-майори. Тоді ж був поранений кулею в скроню. Після Бородинської битви відзначився в боях при Малоярославці і Червоному, за що отримав орден Святого Володимира 3-го ступеня.
Після вигнання французів він активно брав участь у закордонних походах 1813—1814 років (битви при Лейпцигу, Суассоні, Краоні, Лаоні). 30 квітня 1814 призначений шефом 6-го єгерського полку. Після війни перебував при начальнику 6-ї піхотної дивізії. За відзнаку в битві при Лейпцигу був 7 жовтня 1813 нагороджений орденом Святого Георгія 3-го класу.
8 березня 1816 року призначений командиром 1-ї бригади 12-ї піхотної дивізії, а 11 вересня того ж року був знятий з посади і 9 жовтня звільнений «через хворобу» у відставку.
Останні роки життя Андрій Савич Глєбов провів на своєму рідному хуторі під Борзною.